# Litewska Partia Konserwatywna
Litewska Partia Konserwatywna (lit. Lietuvių konservatorių partija, LKP) – litewska partia polityczna działająca na terenie Prus Wschodnich w latach 1892–1918. 

## Historia
Została założona w Tylży w 1892. Swą działalność koncentrowała na mieście Tylża oraz w powiatach Szyłokarczma, Kłajpeda, Ragneta i Pilkały. 
Celem krótkoterminowym działalności partii był udział w wyborach do Landtagu i Reichstagu, w dłuższej perspektywie ugrupowanie zamierzało bronić praw Litwinów do języka i kultury oraz ich praw społecznych. Petycje w obronie języka litewskiego w szkolnictwie skierowane do cesarza były podpisywane przez 15-30 tys. obywateli. 
Do czołowych działaczy partii należeli Dovas Zaunius, Martynas Jankus, Kristupas Voska i Domas Peteraitis. W niemieckim parlamencie reprezentowali ją m.in. Jonas Smalakys, F. M. Mačiulis oraz Vilius Gaigalaitis.
Partia zaprzestała swej działalności w 1918. 